# Legea cetățeniei moldovenești
Legea cetățeniei Republicii Moldova datează din 2 iunie 2000, și a intrat în vigoare în anul 2001. Ea a fost modificată de mai multe ori, ultima dată în 2014. Aceasta se bazează pe Constituția Republicii Moldova (articolele 17, 18 și 19), și în principal pe dreptul Ius sangvinis.
Cetățenia Republicii Moldova stabilește între persoana fizică și Republica Moldova o legătura juridico-politică permanentă, care generează drepturi și obligații reciproce între stat și persoană. Cetățenia Republicii Moldova este păstrată atât pe teritoriul Republicii Moldova, cât și în alte state, precum și în spațiul în care nu se exercită suveranitatea nici unui stat. Cetățenii Republicii Moldova beneficiază de protecția statului atât în țară, cât și în străinătate. Cetățenii Republicii Moldova nu pot fi extrădați sau expulzați din țară.
Problemele privind cetățenia Republicii Moldova se reglementează de Constituția Republicii Moldova, de tratatele internaționale la care Republica Moldova este parte, de Legea cetățeniei Republicii Moldova Arhivat în 14 decembrie 2022, la Wayback Machine., precum și de alte acte normative adoptate în corespundere cu acestea.
Dovada cetățeniei Republicii Moldova se face cu buletinul de identitate, cu pașaportul, cu certificatul de naștere în cazul copilului sau cu un certificat eliberat de organele competente ale Republicii Moldova.
Cetățenii Republicii Moldova sunt egali în fața legii și a autorităților publice, beneficiază în egală măsură de toate drepturile social-economice și politice și de libertățile proclamate și garantate de Constituție și de alte legi, de acordurile internaționale la care Republica Moldova este parte.
Numai cetățenii Republicii Moldova au dreptul de a alege și de a fi aleși, de a ocupa funcții ce implică exercitarea autorității publice și de a participa la referendum, în modul stabilit de lege.
Statutul juridic al cetățenilor străini și al apatrizilor este stabilit de lege și de acordurile internaționale la care Republica Moldova este parte.
Dacă tratatele internaționale la care Republica Moldova este parte stabilesc alte norme decît cele din prezenta lege, prioritate au normele tratatelor internaționale.

## Principiile generale
Regulile asupra cetățeniei Republicii Moldova se întemeiază pe următoarele principii:

 a) dreptul fiecărei persoane la o cetățenie;

 b) nedescriminarea cetățenilor, indiferent de temeiurile dobîndirii cetățeniei;

 c) inadmisibilitatea privării arbitrare a persoanei de cetățenia ei și de dreptul de a-și schimba cetățenia;

 d) evitarea apatridiei;

 e) neproducerea de efecte, prin schimbarea cetățeniei unuia dintre soți, asupra cetățeniei celuilalt soț sau asupra cetățeniei copilului dacă nu există o cerere scrisă în acest sens a părinților.

## Dobândirea cetățeniei
Cetățenia Republicii Moldova se dobîndește prin:
- naștere;
- recunoaștere;
- înfiere;
- redobândire;
- naturalizare.

Cetățenia Republicii Moldova mai poate fi dobândită și în temeiul acordurilor internaționale la care Republica Moldova este parte.
Copilul născut din părinți cetățeni străini sau apatrizi care dobândesc cetățenia Republicii Moldova dobândește cetățenia la aceeași dată cu părinții.
În cazul în care numai unul dintre părinți dobândește cetățenia Republicii Moldova, părinții vor hotărî, de comun acord, asupra cetățeniei copilului. În cazul în care părinții nu cad de comun acord, asupra apartenenței copilului la Republica Moldova va decide instanța de judecată, ținând cont de interesele acestuia, în cazul cînd există o declarație expresă în acest sens a părinților. Pentru copilul care a împlinit vîrsta de 14 ani se cere consimțămîntul lui, autentificat de notar.

### Dobîndirea cetățeniei prin naștere
Este considerat cetățean al Republicii Moldova copilul:
- născut din părinți, ambii sau unul dintre care, la momentul nașterii copilului, este cetățean al Republicii Moldova;
- născut pe teritoriul Republicii Moldova din părinți apatrizi;
- născut pe teritoriul Republicii Moldova din părinți care au cetățenia unui alt stat sau unul dintre care este apatrid, iar celălalt cetățean străin.

Copilul găsit pe teritoriul Republicii Moldova este considerat cetățean al ei, atât timp cât nu este dovedit contrariul, până la atingerea vârstei de 18 ani.

### Dobândirea cetățeniei prin recunoaștere
Sunt recunoscute ca cetățeni ai Republicii Moldova persoanele care au dobândit și au păstrat această cetățenie potrivit legislației anterioare, precum și persoanele care au dobândit cetățenia conform prezentei legi.
Sunt recunoscute ca cetățeni ai Republicii Moldova persoanele care și-au exprimat dorința de a deveni cetățeni ai Republicii Moldova și anume:
- persoanele născute pe teritoriul Republicii Moldova sau persoanele unul dintre ai căror părinți sau bunei s-a născut pe teritoriul numit;
- persoanele care pînă la 28 iunie 1940 au locuit în Basarabia, în Nordul Bucovinei, în ținutul Herța și în RASSM, urmașii lor;
- persoanele deportate sau refugiate de pe teritoriul Republicii Moldova începînd cu 28 iunie 1940, precum și urmașii lor;
- persoanele care la data de 23 iunie 1990 locuiau legal și obișnuit pe teritoriul Republicii Moldova și care continuă să locuiască în prezent.[1]

### Dobândirea cetățeniei prin înfiere
Copilul apatrid dobândește automat cetățenia Republicii Moldova prin înfiere dacă înfietorii săi sunt cetățeni ai Republicii Moldova.
Asupra cetățeniei copilului apatrid înfiat de soți unul dintre care este cetățean al Republicii Moldova, iar celălalt cetățean străin, hotărăsc înfietorii, de comun acord. În cazul în care înfietorii nu cad de comun acord, asupra apartenenței copilului la Republica Moldova va decide instanța de judecată, ținând cont de interesele acestuia. În cazul copilului care a împlinit vîrsta de 14 ani, se cere consimțămîntul lui, autentificat de notar.
Copilul cetățean străin înfiat de soți, ambii sau numai unul dintre ei fiind cetățean al Republicii Moldova, poate deveni cetățean al Republicii Moldova dacă renunță la cetățenia statului străin, cu excepția cazurilor prevăzute de acordurile internaționale la care Republica Moldova este parte.
În cazul declarării nulității sau al anulării înfierii copilului apatrid sau cetățean străin, acesta este considerat că nu a fost niciodată cetățean al Republicii Moldova dacă domiciliază legal și obișnuit în străinătate sau dacă părăsește țara pentru a domicilia în străinătate.

#### Prin tutelă
Copilul apatrid care se află sub tutela cetățenilor Republicii Moldova devine automat cetățean al Republicii Moldova.
Copilul apatrid care se află sub tutela soților unul dintre care este cetățean al Republicii Moldova, iar celălalt apatrid devine automat cetățean al Republicii Moldova.
Asupra cetățeniei copilului apatrid care se află sub tutela soților unul dintre care este cetățean al Republicii Moldova, iar celălalt cetățean străin hotărăsc, de comun acord, tutorii. În cazul în care aceștia nu cad de comun acord, asupra apartenenței copilului la Republica Moldova va decide instanța de judecată, ținînd cont de interesele lui. În cazul copilului care a împlinit vîrsta de 14 ani, se cere consimțământul lui, autentificat de notar.
Copilul cetățean străin care se află sub tutela soților ambii sau numai unul dintre ei fiind cetățean al Republicii Moldova sau unul fiind cetățean al Republicii Moldova, iar celălalt cetățean străin sau apatrid poate deveni cetățean al Republicii Moldova dacă renunță la cetățenia statului străin.

### Redobîndirea cetățeniei
Persoana care a avut anterior cetățenia Republicii Moldova o poate redobândi la cerere, păstrându-și, la dorință, cetățenia străină, dacă nu cade sub incidența art. 20 lit. a)-d) din Lege (temeiurile de refuz).
Persoana căreia i s-a retras cetățenia Republicii Moldova pentru săvârșirea de fapte deosebit de grave prin care se aduc prejudicii esențiale statului, nu o mai poate redobândi, iar în restul cazurilor de retragere a cetățeniei, o poate redobândi numai în condițiile naturalizării și numai după 5 ani de domiciliu legal și obișnuit pe teritoriul Republicii Moldova din momentul retragerii cetățeniei.

### Dobândirea cetățeniei prin naturalizare
Cetățenia Republicii Moldova se poate acorda la cerere străinului cu domiciliul legal și obișnuit pe teritoriul Republicii Moldova, care:
- are ședere legală și continuă pe teritoriul Republicii Moldova cel puțin în ultimii 10 ani. Pentru apatrizi, refugiați și beneficiari de azil politic, termenul respectiv constituie 8 ani; sau
- are ședere legală și continuă pe teritoriul Republicii Moldova timp de 5 ani înaintea împlinirii vîrstei de 18 ani; sau
- este căsătorit cu un cetățean al Republicii Moldova de cel puțin 3 ani și are ședere legală și continuă pe teritoriul Republicii Moldova în ultimii 3 ani; sau
- are ședere legală și continuă pe teritoriul Republicii Moldova în ultimii 3 ani la părinți sau la copii (inclusiv înfietori sau înfiați) cetățeni ai Republicii Moldova; precum și
- cunoaște și respectă prevederile Constituției; și
- susține testul pentru evaluarea nivelului de cunoaștere a limbii de stat; și
- are surse legale de existență.

Procedura de evaluare a nivelului de cunoaștere a prevederilor Constituției și a limbii de stat de către solicitantul cetățeniei Republicii Moldova se stabilește de Guvern.
Termenul de ședere legală și continuă pe teritoriul Republicii Moldova a străinului se calculează de la data autorizării de către autoritățile Republicii Moldova a șederii acestuia pe teritoriul țării. Data autorizării șederii se consideră data eliberării de către autoritățile competente a documentului care confirmă dreptul de ședere al străinului pe teritoriul Republicii Moldova. Dovada șederii legale și continue se face cu documentele oficiale, eliberate de autoritățile competente ale Republicii Moldova, sau în baza informației din Registrul de stat al populației.
Șederea străinului pe teritoriul Republicii Moldova se consideră legală și continuă în cazul în care, ulterior autorizării șederii:
- străinul nu a emigrat din Republica Moldova;
- străinului nu i-a fost anulat sau revocat dreptul de ședere, nu i-a încetat sau nu i-a fost anulat statutul de apatrid sau de refugiat;
- prelungirea dreptului de ședere este consecutivă.

În cazul străinului care, pe perioada șederii legale pe teritoriul Republicii Moldova, și-a schimbat statutul juridic, se ia în calcul termenul de aflare conform statutului anterior, dacă acest termen este continuu.

#### Nivelul cunoașterii limbii de stat
Se consideră că persoana cunoaște limba de stat, dacă:
- înțelege suficient limba uzuală, informațiile cu caracter oficial;
- discută și răspunde la întrebări despre viața cotidiană;
- poate citi și înțelege suficient orice text cu caracter social, orice lege sau alt act normativ;
- poate scrie o expunere la o temă despre viața cotidiană.

La examinarea cererilor de naturalizare, condiția cunoașterii prevederilor Constituției  Republicii Moldova și a limbii de stat nu se pune pensionarilor pentru limită de vîrstă și invalizilor a căror invaliditate este stabilită pe o perioadă nedeterminată.

## Temeiurile refuzului de a acorda cetățenie
Cetățenia Republicii Moldova nu se acordă persoanei care:
- a săvîrșit crime internaționale, militare sau crime împotriva umanității;
- a fost implicată în activitate teroristă;
- a fost condamnată la privațiune de libertate pentru infracțiuni premeditate și are antecedente penale sau la momentul examinării cererii se află sub urmărire penală. Acest punct nu se aplică față de persoanele care au obținut cetățenia prin recunoaștere, fiind cetățeni ai unui alt stat.
- desfășoară activitate care periclitează securitatea statului, ordinea publică, sănătatea și moralitatea populației;
- nu întrunește integral condițiile pentru dobîndirea cetățeniei Republicii Moldova, stabilite de prezenta lege.[1]

## Pierderea cetățeniei

### Temeiurile pierderii cetățeniei
Cetățenia Republicii Moldova se poate pierde:
- prin renunțare;
- prin retragere;
- în temeiul acordurilor internaționale la care Republica Moldova este parte.

### Renunțarea la cetățenie
Renunțarea la cetățenia Republicii Moldova se aprobă solicitantului, cu condiția prezentării adeverinței privind deținerea sau dobândirea cetățeniei unui alt stat ori garanției dobândirii cetățeniei unui alt stat.
Dacă persoana căreia i s-a aprobat renunțarea la cetățenia Republicii Moldova, în pofida garanției nu va dobândi cetățenia unui alt stat, adică va deveni apatridă, partea din decretul Președintelui Republicii Moldova privind aprobarea renunțării la cetățenia Republicii Moldova referitoare la această persoană se va abroga în modul stabilit.

### Retragerea cetățeniei
Cetățenia Republicii Moldova poate fi retrasă printr-un decret al Președintelui Republicii Moldova persoanei care:
- a dobândit cetățenia Republicii Moldova în mod fraudulos, prin informație falsă sau prin ascunderea unui fapt pertinent;
- s-a înrolat benevol în forțe armate străine;
- a săvârșit fapte deosebit de grave prin care se aduc prejudicii esențiale statului.

Dacă la retragerea cetățeniei persoana va deveni apatridă, ultimele două temeiuri de mai sus nu se admit.
Retragerea cetățeniei Republicii Moldova persoanei nu produce nici un efect asupra cetățeniei soțului și copiilor ei.

## Pluralitatea de cetățenii
În Republica Moldova, pluralitatea de cetățenii se permite:
- copiilor care au dobîndit automat la naștere cetățenia Republicii Moldova și cetățenia unui alt stat;
- cetățenilor săi care dețin concomitent cetățenia unui alt stat, cînd această cetățenie este dobîndită automat prin căsătorie;
- copiilor cetățeni ai Republicii Moldova care au dobîndit cetățenia unui alt stat în urma înfierii;
- dacă această pluralitate rezultă din prevederile acordurilor internaționale la care Republica Moldova este parte;
- în cazul cînd renunțarea la cetățenia unui alt stat sau pierderea ei nu este posibilă sau nu poate fi rezonabil cerută;
- în alte cazuri prevăzute de prezenta lege.

În interesele țării și în cazuri excepționale, cetățenii unor alte state pot deveni și cetățeni ai Republicii Moldova, prin decret al Președintelui Republicii Moldova, dacă nu cad sub incidența temeiurilor refuzului de a acorda cetățenie.
Dobândirea de către cetățeanul Republicii Moldova a cetățeniei altui stat nu atrage pierderea cetățeniei Republicii Moldova.
Cetățeanul Republicii Moldova care posedă cetățenia altui stat, în raporturile cu Republica Moldova, este recunoscut numai ca cetățean al ei, cu excepția conferirii cetățeniei prin decret prezidențial.
Cetățenii Republicii Moldova, domiciliați legal și obișnuit pe teritoriul Republicii Moldova, care posedă legal și cetățenia unui alt stat beneficiază în egală măsură de aceleași drepturi și îndatoriri ca și ceilalți cetățeni ai Republicii Moldova.
Persoana care este cetățean al Republicii Moldova și care posedă legal și cetățenia unui alt stat este supusă serviciului militar față de Republica Moldova dacă domiciliază legal și obișnuit pe teritoriul ei, chiar dacă este scutită de obligațiunea militară față de alt stat.